# Route 185 (Québec)
Pour les articles homonymes, voir Route 185.
La route 185 (R-185) est une route nationale québécoise et un tronçon de la route transcanadienne, située sur la rive-sud du fleuve Saint-Laurent. Elle dessert la région administrative du Bas-Saint-Laurent.

## Tracé
La route parcourt actuellement 8 km et suit un axe nord-est / sud-ouest en reliant les deux extrémités de l'A-85 entre Saint-Louis-du-Ha! Ha! et Saint-Honoré-de-Témiscouata. Bien qu'elle emprunte un tracé légèrement différent, la route 185 suit essentiellement le même axe que l'historique chemin du Portage auquel elle succède.
Depuis 2002, la route 185 est progressivement transformée en autoroute, l'A-85. Certaines sections de la route 185 ont été converties en autoroute, alors que d'autres sections ont été déclassées et sont maintenant des routes dédiées à la circulation locale seulement (c'est le cas, par exemple, exemple de l'Avenue de la Madawaska à Dégelis, ainsi que la route des Roches à St-Antonin). À ces endroits, l'A-85 est construite sur un autre tracé, en parallèle à la route existante.
La 3e phase de la construction de l'autoroute, soit le tronçon de 23 km restant de la route 185 entre Saint-Louis-du-Ha! et Saint-Hubert-de-Rivière-du-Loup a débuté en 2017 et la première mise en service partielle, quant à elle, a eu lieu le 22 juin 2021. À l'exception d'une petite section près de Saint-Antonin, le nouveau troncon reprendra le tracé de l'actuelle route 185.Le tronçon de la route 185 entre les km 76 et 86 n'existe donc plus depuis le 22 juin 2021 et le tracé se nomme la Route des Roches. Une seconde mise en service a eu lieu en novembre 2024 dans les secteurs de St-Hubert-de-Rivière-du-Loup ainsi que St-Honoré-de-Témiscouata.  
Le tronçon de Rivière-du-Loup à Saint-Antonin a cessé d'exister lors de l'inauguration de l'autoroute en 2005, celui entre Saint-Louis-du-Ha! Ha! et Dégelis en 2015 et celui entre St-Antonin et St-Honoré-de-Témiscouata en 2024. La mise en service de la petite portion restante de 8 km en 2026 marquera également la fin de l'existence de la route 185.

## Localités traversées (du sud au nord)

### Bas-Saint-Laurent
Témiscouata
- Saint-Louis-du-Ha! Ha!
- Saint-Honoré-de-Témiscouata

## Intersections majeures
| MRC                   | Municipalité                | km   | Destinations | Notes                                  |
| --------------------- | --------------------------- | ---- | ------------ | -------------------------------------- |
| Témiscouata           | Saint-Louis-du-Ha! Ha!      | 0,00 | A-85         | Terminus nord du segment sud de l'A-85 |
| Témiscouata           | Saint-Honoré-de-Témiscouata | 8,00 | A-85         | Terminus sud du segment sud de l'A-85  |
| - Transition de route |                             |      |              |                                        |